# Muta Mayola
Muta Mayola (Frans-Equatoriaal Afrika, rond 1885 - Leopoldstad, rond 1960) is een van de belangrijkste Afrikaanse beeldhouwers van de twintigste eeuw en wordt beschouwd als de vader van de moderne Congolese beeldhouwkunst.

## Biografie

### Kingoma
Er is geen precieze informatie over de geboorte van de beeldhouwer. Begonnen als traditionele Téké-beeldhouwer in het dorp Kingoma, bracht zijn virtuositeit hem vanaf de jaren dertig van de twintigste eeuw onder de aandacht van de koloniale macht.
Vanaf 1930 werkte Mayola in het Téké-dorp Kingoma (tegenwoordig Massengo), een tiental kilometer van de hoofdstad Brazzaville, wat Jean-Luc Aka-Evy de eerste moderne Congolese ontmoeting tussen stedelijke verbeelding en hout noemde.
Omringd door talrijke studenten die de stijl ontwikkelden die hij had ontwikkeld, liet hij zijn neven Grégoire Massengo en Benoit Konongo kennismaken met de beeldhouwkunst. Vier decennia lang zullen zij dit erfgoed bestendigen en ontwikkelen, en het op hun beurt doorgeven aan een groot aantal beeldhouwers. Tegenwoordig worden ze beschouwd als de vaders van de moderne Congolese beeldhouwkunst.

### Leopoldstad
Rond 1945 was Charles Lejeune, de eerste verzekeraar in Belgisch Congo, op zoek naar een traditionele Afrikaanse beeldhouwer om de decoratie te verzorgen van het enorme landgoed dat hij zojuist had gekocht van Baron Antoine Allard, een Belgische kunstenaar. Hij vond dat de beeldhouwers van Leopoldstad te besmet waren door westerse invloeden, stak de rivier over en rekruteerde Muta Mayola wiens reputatie hem had bereikt. De beeldhouwer en twee van zijn zonen, Maurice en Célestin, vestigden zich daarom in Lejeune, ten westen van Leopoldstad, aan La Corniche de N'Galiema, vlakbij Rhodeby. Ze brachten daar minstens zeven jaar door om het landhuis van Baron Allard om te vormen tot een waar kunstwerk.
De residentie van Charles Lejeune was het onderwerp van verschillende rapporten waarin Mayola's sculpturen in de schijnwerpers werden gezet, wat hem vervolgens internationale bekendheid opleverde. In 1952 wijdde Marion Johnson een essay aan hen in het tijdschrift The studio, Congolese and Roman Sculpture: een vergelijking. De Mayola’s werken met de meest primitieve gereedschappen : een klein mes, een stuk gebroken glas en een kleine houten hamer. Ze tekenen de patronen van hun reliëf met verbazingwekkende snelheid rechtstreeks op het hout, en hun gevoel voor compositie is werkelijk opmerkelijk. Menselijke, dierlijke, bloemige en zelden geometrische motieven combineren met buitengewone gelukzaligheid. De duidelijke spontaniteit van hun inspiratie maakt de gelijkenis tussen hun werk en dat van middeleeuwse Europese ambachtslieden des te opmerkelijker. Ik werd eerst getroffen door de gelijkenis tussen de langgerekte stijl en de groepering van hun figuren en die van Romaanse sculpturen (met name het beroemde Freudenstadt-bureau), en vervolgens door de motieven die werden gebruikt. Dit waren iets sierlijkere versies van de palmetten en wijnrankspiralen met een middeleeuws ontwerp. Zij schrijft . Dit essay was het onderwerp van verschillende artikelen waarin de goede smaak van verzekeraar Lejeune in de Belgische koloniale pers werd geprezen.
Ook in 1952 won Mayola de eerste prijs voor beeldhouwkunst op de kunstbeurs van Leopoldstad voor een buste van wengé.
Begin jaren vijftig richtte hij in Leopoldstad een beeldhouwschool op, die vooral wordt gekenmerkt door het gebruik van wengéhout om typisch Congolese figuratieve karakters weer te geven.

## Invloed
Na zijn vertrek naar Belgisch Congo namen zijn neven Grégoire Massengo en Benoit Konongo zijn atelier in Kingoma over, omringd door vele studenten. Ze ontwikkelden de stijl van Mayola en werden al snel beroemde beeldhouwers in heel Afrika. Van zijn kant leidde Muta Mayola een groot aantal studenten op in zijn school in Leopoldstad. Zijn invloed is terug te vinden in de productie van talrijke Congolese beeldhouwateliers, maar ook in Kameroen, Gabon, Tsjaad, Senegal en in het bijzonder in alle ambachtelijke beeldhouwkunst in Franstalig Afrika. Maar daar bleef het niet bij, want de invloed ervan is ook duidelijk zichtbaar in de productie van bepaalde Keniaanse en Zuid-Afrikaanse werkplaatsen. Er zijn dus tientallen, zelfs honderdduizenden Afrikaanse sculpturen die de invloed weerspiegelen van Muta Mayola, zonder twijfel de meest invloedrijke Congolese beeldhouwer van de twintigste eeuw.

## Nageslacht
De meeste door Muta Mayola en zijn discipelen gesigneerde sculpturen hebben Congo verlaten en worden bewaard in particuliere westerse collecties. Volgens Jean-Luc Aka Evy, die in een artikel uit 2010, The arts in the smeltkroes van het hedendaagse Congolese denken, een geschiedenis van de Congolese beeldhouwkunst geeft, is het vandaag de dag helaas onmogelijk om de werken van deze kunstenaar te vinden, van wie de meeste "gekocht" of afgestaan aan de téké-landhoofden.
Hoewel zijn naam in beide Congo's goed bekend blijft, is Mayola slechts bekend bij een klein aantal westerse verzamelaars. In een artikel gepubliceerd in 2023 presenteert Jonathan Bougard de resultaten van zijn onderzoek naar de beeldhouwer, namelijk acht sculpturen gesigneerd Mayola gevonden tussen Frankrijk, België en de Verenigde Staten. Het stelt ook een lijst op van Congolese beeldhouwers waarvan is vastgesteld dat ze tot de Mayola-school behoren. : We associëren hem met zijn neven Massengo en Konongo, zijn beroemdste studenten, evenals Edouard Malonga. We moeten hun kinderen en soms hun kleinkinderen toevoegen, zoals Guinel en Brice Massengo vandaag. Dan zijn er natuurlijk de zonen van Papa Mayola, Maurice en Célestin, die als beeldhouwer werkten. Onder de meest vooraanstaande vertegenwoordigers van deze school moeten we ook Joseph Bansimba, Daniel Bouesso, M Bondji, Deskobet, Joachim Babindamana, Joseph Bimoulou, André Louya, Dominique Ntembe, Basile Manzouna, Joseph Nketelela, Koua Koua, Moukala, Bernard Mouanga Nkodia vermelden, Julien Diandaha, Pierre Malanda en Joseph Mabiala. Allen waren erkende beeldhouwers met een eigen atelier en talrijke leerlingen.

## Videografie
In 2022 wijden Jonathan Bougard en Gilles Broussaud een reeks korte documentaires aan The School of Muta Mayola  .

## Galerij

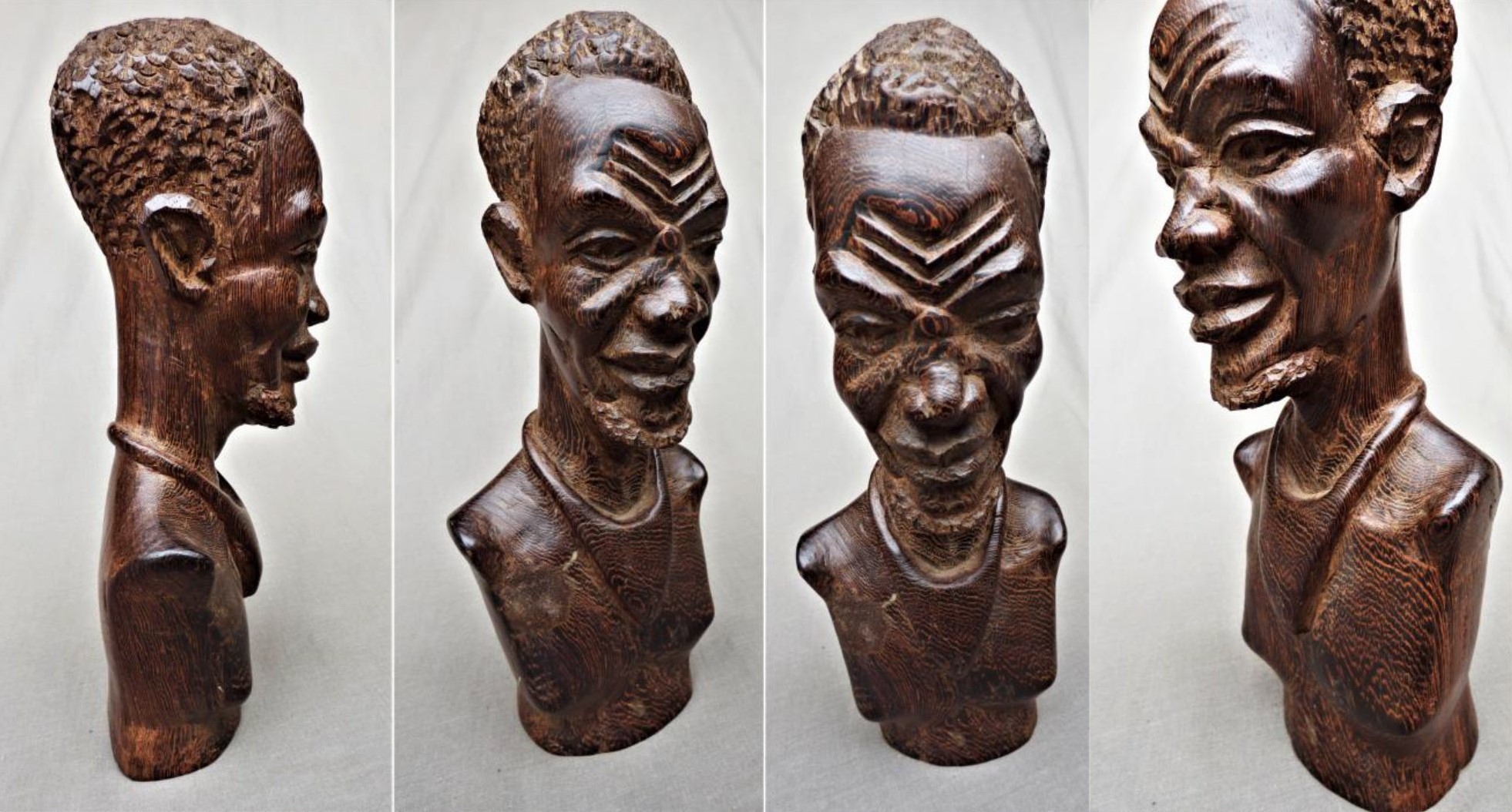
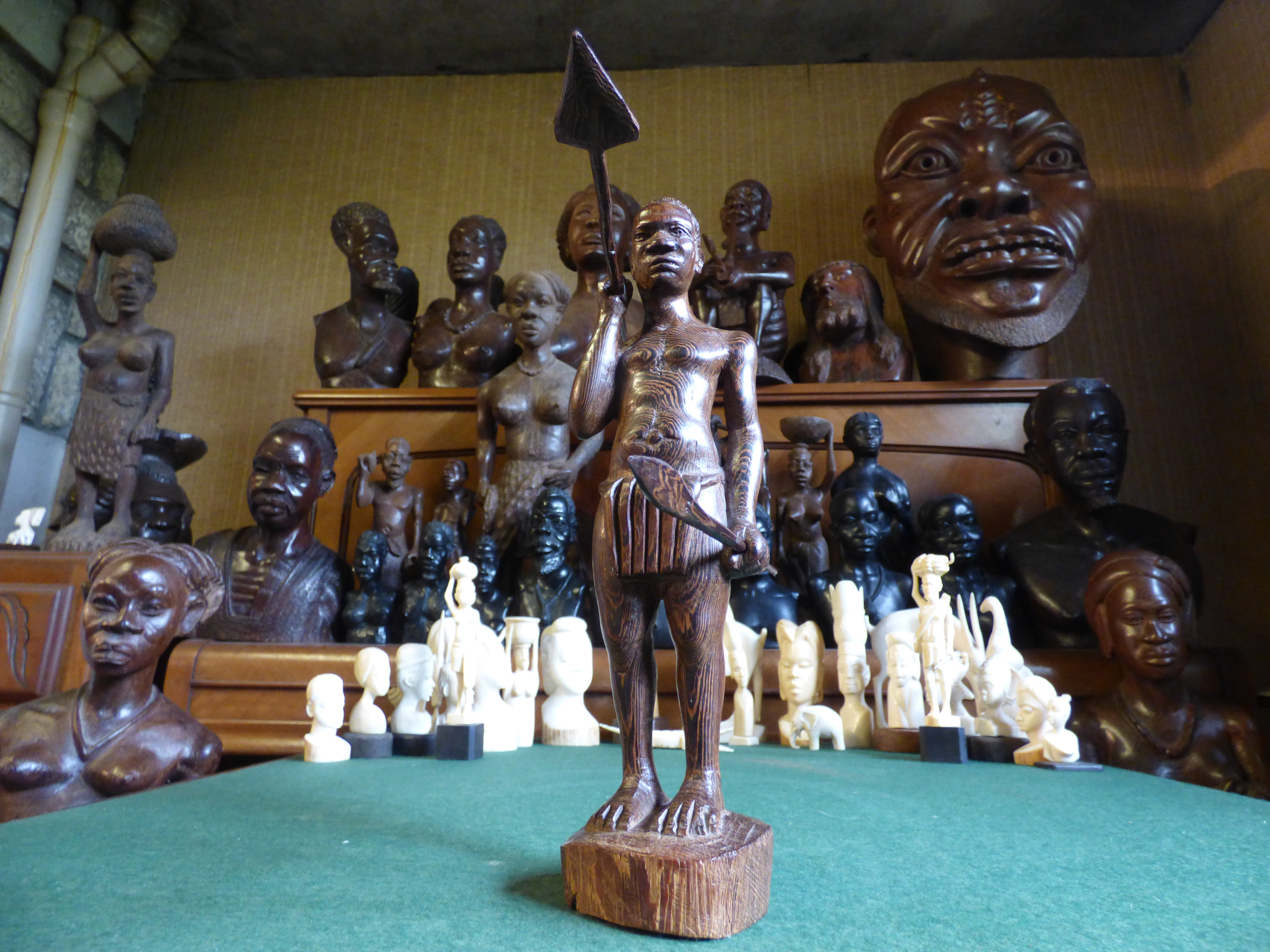
Congolese krijger in wengé, gesigneerd door Mayola onder de basis
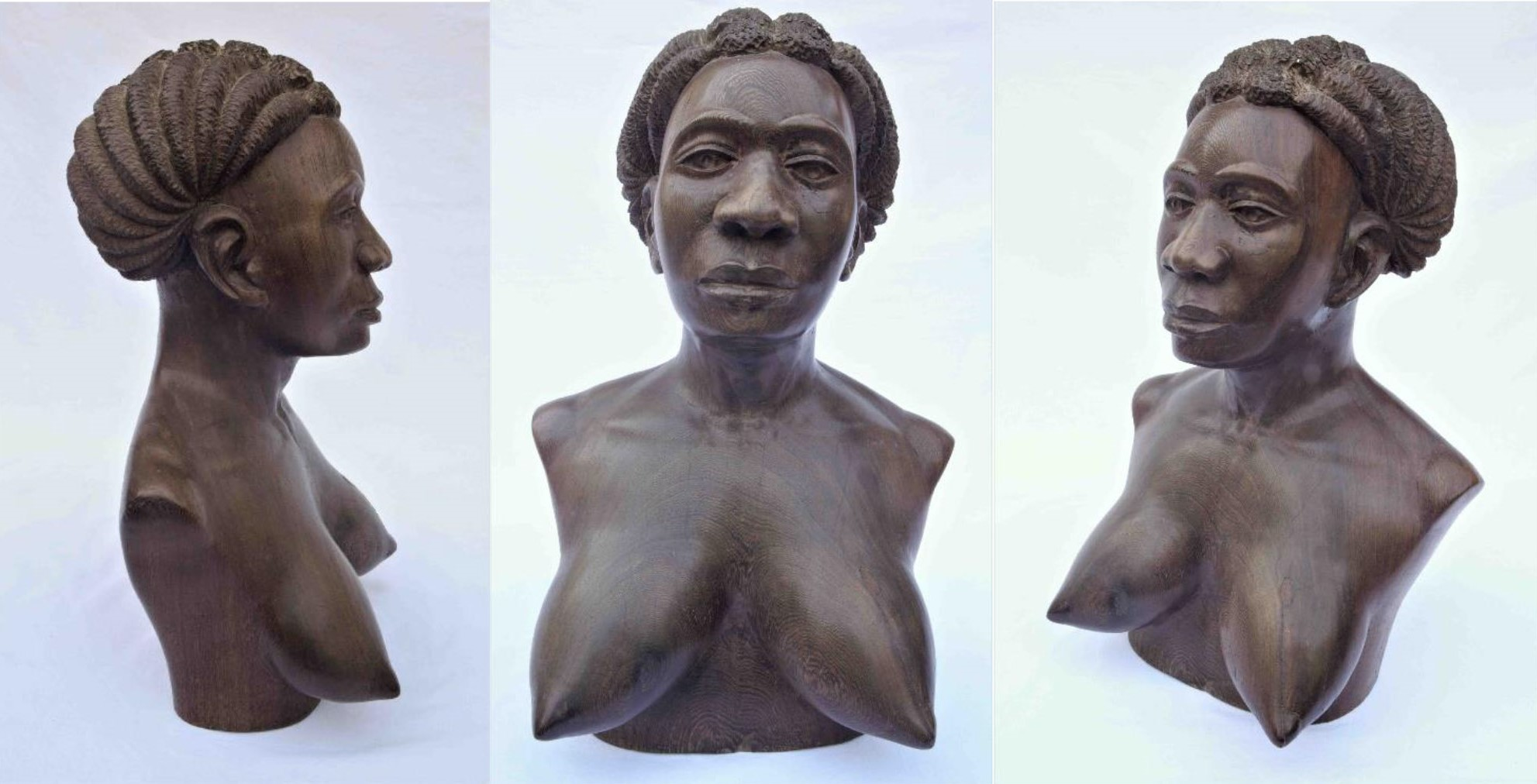
Buste van een vrouw in wengé, gesigneerd door Mayola onder de basis. Jonathan Bougard-collectie